# Vray

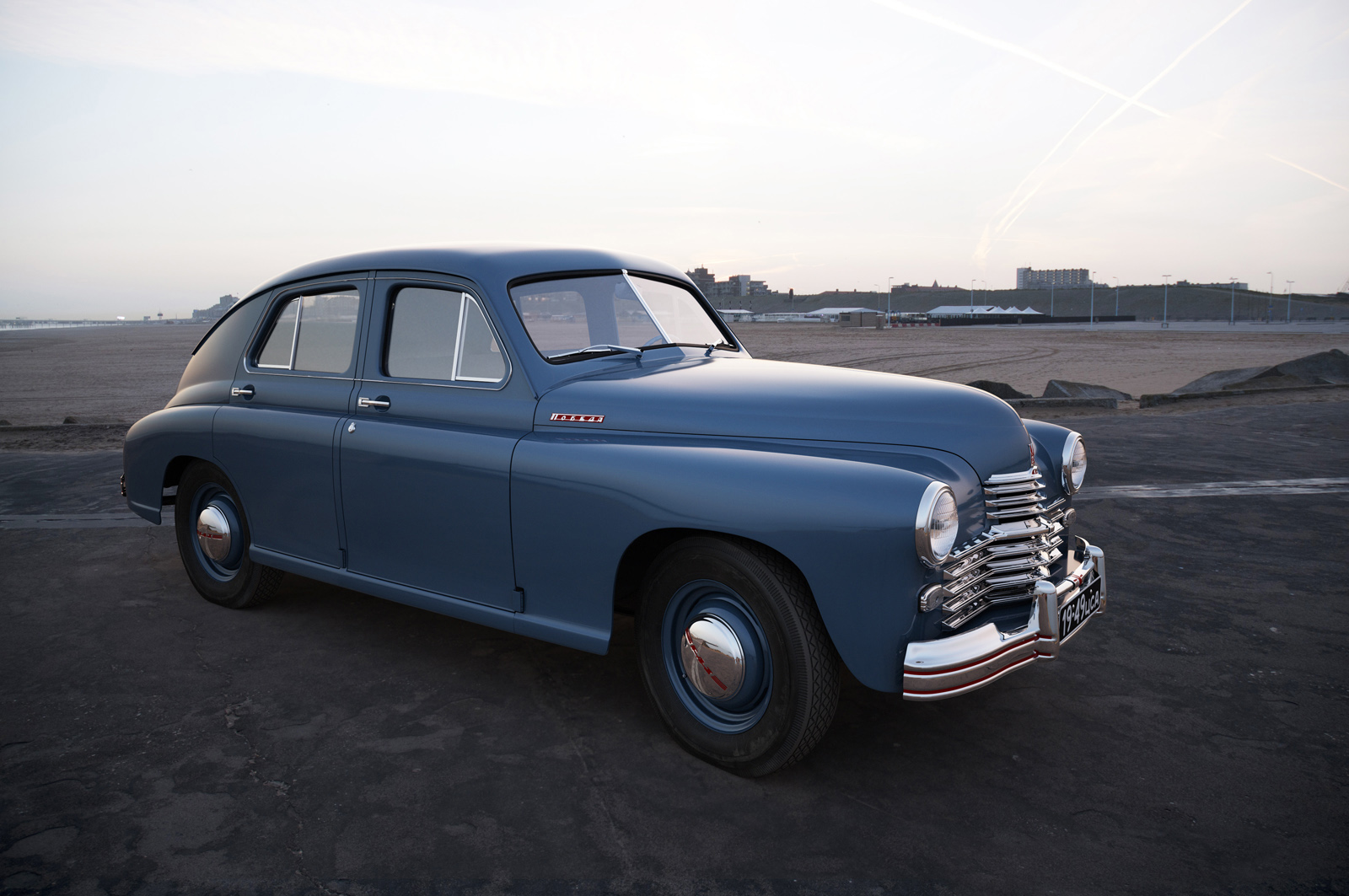
Rendering effettuato con V-Ray in 3ds Max

V-Ray è un motore di rendering di proprietà della casa bulgara Chaos Group.
È supportato dai software più diffusi di computer grafica, tra i quali Autodesk 3ds Max, Cinema 4D, Autodesk Maya, Softimage XSI, SketchUp, Blender, Nuke.

## Funzionalità[1]
Questo potente ed elastico motore di rendering permette di sviluppare render fotorealistici ed illustrativi grazie alle sue numerose funzionalità:
- GI: global illumination, l'illuminazione globale, detta anche indiretta;
- DoF: depth of field, profondità di campo, che permette la realizzazione di render con uno o più oggetti sfocati;
- Caustiche: fenomeno fisico di accumulo di luce riflessa o rifratta proiettata in forme caratteristiche su altri oggetti, ad esempio la forma a cardioide della luce riflessa dall'interno di un cilindro o le forme irregolari in movimento sul fondo di una piscina, provocate dalla non uniformità della superficie ondulata;
- Raytracing: tecnica di illuminazione che traccia il percorso di ogni raggio di luce emesso dalla sorgente luminosa;
- Photon mapping: sistema di illuminazione che crea una "mappa" fotoni per illuminare la scena;
- Fur: permette la creazione di chiome e pellicce;
- HDRI: high dinamic range imaging;
- Render passes: permette l'esportazione dei passaggi del render, cioè immagini che possono essere usate in post produzione per modificare completamente illuminazione, colori e look del render senza dover ri-renderizzare tutto da capo.

## Caratteristiche
La tecnica di illuminazione chiamata "irradiance map" è la caratteristica principale di questo motore di rendering, che consente la creazione di "mappe" di illuminazione da applicare alle scene 3D in modo veloce e molto scalabile, potendo agire sulla quantità di fotoni, sulla loro dimensione, sulla "potenza" della GI e molti altri parametri. Tutto questo ne fa uno dei motori di rendering più popolari e utilizzati per qualsiasi tipo di applicazione, come render di interni, esterni ed illustrazioni. Viene installato sempre come plugin e si integra molto bene nel programma principale, fornendo materiali vray, luci vray ed effetti vray.

## La versione 1.5
La vecchia versione 1.5 implementava alcune innovative capacità come:
- Motion blur per il particle system;
- Sun and sky system che permette di simulare il colore della luce e del cielo della scena semplicemente variando la posizione della Vray sunlight;
- Ambient occlusion, un effetto simile alla GI ma molto più veloce da calcolare, anche se meno preciso;
- Fast SSS approximation (sub surface scattering), uno shader che rende possibile simulare i materiali traslucidi;
- Physically based camera, una telecamera che simula gli effetti fisici reali consentendo la regolazione dell'otturatore e del diaframma.

## Stato sviluppo attuale
| Software               | Versione corrente |
| Autodesk Maya          | 3.6               |
| Autodesk 3D Studio Max | 4                 |
| Nuke                   | 3.6               |
| The Foundry Modo       | 3.6               |
| SideFx Houdini         | (in sviluppo)     |
| Maxon Cinema4D         | 3.7               |
| Trimble SketchUp       | 4                 |